# 눈병
아래는 눈에 발생하는 병의 목록이다.
세계 보건 기구는 알려진 장애와 부상의 분류인 국제질병분류(ICD-10)를 출판한다. 아래의 목록은 해당 분류를 사용한다.

## H00-H06 눈꺼풀, 눈물기관 및 안와의 장애
- (H02.1) 안검외반
- (H02.2) 토끼눈증
- (H02.3) 안검이완
- (H02.4) 안검하수
- (H02.6) 눈꺼풀의 황색판종
- (H03.0*) 달리 분류된 질환에서의 눈꺼풀의 장애
  - 모낭충에 의한 눈꺼풀의 피부염 ( B88.0+ )
  - 눈꺼풀의 기생충 감염:
    - 리슈만편모충증 ( B55.-+ )
    - 로아사상충증 ( B74.3+ )
    - 강변 실명증 ( B73+ )
    - 음모슬증 ( B85.3+ )
- (H03.1*) 달리 분류된 기타 감염성 질환의 눈꺼풀 침범
  - 눈꺼풀 침범:
    - 헤르페스바이러스 (단순포진) 감염 ( B00.5+ )
    - 나병 ( A30.-+ )
    - 전염성 연속종 ( B08.1+ )
    - 결핵 ( A18.4+ )
    - 요스 ( A66.-+ )
    - 대상포진 ( B02.3+ )
- (H03.8*) 달리 분류된 기타 질환에서의 눈꺼풀 침범
  - 농가진에서의 눈꺼풀 침범 ( L01.0+ )
- (H04.0) 누선염
- (H04.1) 눈물샘의 기타 장애
- (H04.2) 눈물흘림
- (H06.2*) 갑상선이상성 안구돌출증

## H10-H13 결막의 장애
- (H10.0) 결막염

## H15-H22 공막, 각막, 홍채 및 섬모체의 장애
- (H15.0) 공막염
- (H16) 각막염
- (H16.0) 각막 궤양 / 각막 찰과상
- (H16.1) 설맹 / 광각막염
- (H16.1) 타이거슨 표층 점상 각막염(Thygeson's superficial punctate keratopathy, TSPK)
- (H16.4) 각막 신생혈관증식
- (H18.5) 각막 디스트로피
- (H18.6) 원추각막
- (H19.3) 건성각결막염
- (H20.0) 포도막염
- (H20.0, H44.1) 포도막염

## H25-H28 수정체의 장애
- (H25) 노년성 백내장
- (H26) 기타 백내장
- (H27) 수정체의 기타 장애
- (H28) 달리 분류된 질환에서의 백내장 및 수정체의 기타 장애

## H30-H36 맥락막 및 망막의 장애

### H30 맥락망막의 염증
(H30) 맥락막 염증
- (H30.0) 초점성 맥락막 염증
  - 초점성:
    - 맥락망막염
    - 맥락막염
    - 망막염
    - 망막맥락막염
- (H30.1) 파종성 맥락막 염증
  - 파종성:
    - 맥랑망막염
    - 맥락막염
    - 망막염
    - 망막맥락막염

- 제외: 삼출성 망막증 (H35.0)

- (H30.2) 후부 섬모체염
  - 평면부염
- (H30.8) 기타 맥락막 염증
  - 하라다병
- (H30.9) 맥락막 염증 (상세 불명)
  - 맥랑망막염
  - 맥락막염
  - 망막염
  - 망막맥락막염[1]

### H31 맥락막의 기타 장애
(H31) 기타 맥락막 장애
- (H31.0) 맥락막 흉터
  - 후극부의 황반 흉터
  - 일광 망막병증
- (H31.1) 맥락막 변성
  - 위축
  - 경화
    - 제외: 혈관선조 (H35.3)
- (H31.2) 유전성 맥락막 디스트로피
  - 결손
  - 디스트로피, 맥락막 (중심성 윤상) (전반) (유두주위)
  - 회전성 위축, 맥락막
    - 제외: 오니틴혈증 ( E72.4 )
- (H31.3) 맥락막 출혈 및 파열
  - 맥락막 출혈:
    - NOS (상세 불명)
    - 축출성
- (H31.4) 맥락막 박리
- (H31.8) 기타 명시된 맥락막 장애
- (H31.9) 맥락막 장애 (상세 불명)[1]

### H32 달리 분류된 질환에서의 맥락망막 장애
(H32) 달리 분류된 맥락막 장애
- (H32.0) 달리 분류된 감염성 및 기생충성 질환에서의 맥락망막염증
  - 맥락망막염:
    - 매독, 만기 ( A52.7+ )
    - 톡소포자충 ( B58.0+ )
    - 결핵 ( A18.5+ )
- (H32.8) 달리 분류된 질환에서의 기타 맥락망막장애[1]

### H33 망막색소상피의 박리
- (H33) 망막 박리
- (H33.1) 망막 분리

### H34 망막 혈관 폐쇄
- 망막 동맥 폐쇄
- 망막 혈관 폐쇄

### H35 기타 망막 장애
- (H35.0) 고혈압 망막병증
  - (H35.0/E10-E14) 당뇨망막병증
- (H35.0-H35.2) 망막증
- (H35.1) 미숙아 망막 병증
- (H35.3) 연령과 관련된 비삼출성 황반변성
- (H35.3) 노년 황반변성 (위축성, 비삼출성)
  - 표적황반증
- (H35.3) 망막전막
- (H35.4) 주변부 망막 변성
- (H35.5) 주변부 망막 디스트로피
- (H35.5) 망막색소변성증
- (H35.6) 망막 출혈
- (H35.7) 망막층 분리
  - 중심장액성망막증
  - 망막 박리
- (H35.8) 기타 망막 장애
- (H35.81) 황반부종
- (H35.9) 망막 장애 (상세 불명)[1]

### H36 달리 분류된 질환에서의 망막 장애
- (H36.0)

## H40-H42 녹내장
- (H40-H42) 녹내장
  - (H40.0) 녹내장 의심
  - (H40.1) 일차성 개방우각녹내장
  - (H40.2) 일차성 폐쇄우각녹내장

## H43-H45 유리체 및 안구의 장애
- (H43.9) 비문증

## H46-H48 시신경 및 시각경로의 장애
- (H47.2) 레베르시신경병증
- (H47.3) 시신경유두 두루젠

## H49-H52 안근, 양안운동, 조절 및 굴절의 장애
- (H49-H50) 사시
  - (H49.3-4) 안근마비
  - (H49.4) 진행성 외안근마비
  - (H50.0, H50.3) 내사시
  - (H50.1, H50.3) 외사시
- H52 굴절 장애 및 조절 장애
  - (H52.0) 원시
  - (H52.1) 근시
  - (H52.2) 난시
  - (H52.3) 부동시
  - (H52.4) 노안
  - (H52.5)   조절 장애
    - 내안근마비

## H53-H54.9 시각 장애 및 실명
- (H53.0) 약시
- (H53.0) 레베르 선천성 흑내장
- (H53.1, H53.4) 암점
- (H53.5) 색각 이상
  - (H53.5) 완전색맹 / 단색형 색각
- (H53.6) 야맹증
- (H54) 실명
  - (H54/B73) 회선사상충증
  - (H54.9) 소안구증/결손

## H55-H59 눈 및 눈부속기의 기타 장애
- (H57.9) 적안(레드 아이)
- (H58.0) 아질 로버트슨 동공

## 기타 코드
아래는 세계 보건 기구에 의해 분류되지 않았다. (H00-H59):
- (B36.1) 각막진균증
- (E50.6-E50.7) 안구건조증
- (Q13.1) 무홍채증

## 같이 보기
- 질병 목록

## 참고 문헌
- (영어) WHO ICD-10
- (영어) Vision Problems - Comprehensive List of Eye Problems 보관됨 2012-04-07 - 웨이백 머신